# Titularbistum Abdera
Abdera ist ein Titularbistum der römisch-katholischen Kirche. 
Es geht zurück auf ein untergegangenes Bistum der nordgriechischen Stadt Abdera. 
| Titularbischöfe von Abdera |                                     |                                                       |                   |                  |
| Nr.                        | Name                                | Amt                                                   | von               | bis              |
| 1                          | Wilhelm Graf von Leslie             | Weihbischof in Triest (Italien)                       | 18. Dezember 1711 | 6. März 1712     |
| 2                          | Johann Baptist von Reinach-Hirzbach | Koadjutorbischof in Basel (Schweiz)                   | 11. Juli 1725     | 25. Januar 1734  |
| 3                          | Johann Christoph von Kuenburg       | Weihbischof in Passau (Deutschland)                   | 3. Juli 1747      | 18. August 1756  |
| 4                          | Valery Henryk Kamionko              | Weihbischof in Lemberg (Ukraine)                      | 10. Juli 1815     | 26. August 1840  |
| 5                          | Joseph Ambrosius Geritz             | Weihbischof in Ermland (Polen)                        | 27. April 1840    | 21. Juni 1841    |
| 6                          | Napoleon Joseph Perché              | Koadjutorerzbischof von New Orleans (Louisiana) (USA) | 8. Februar 1870   | 25. Mai 1870     |
| 7                          | Richard Butler Roskell              | em. Bischof von Nottingham (England)                  | 5. Juli 1875      | 27. Januar 1883  |
| 8                          | Pierre-Lambert Goossens             | Koadjutorbischof von Namur (Belgien)                  | 1. Juni 1883      | 16. Juli 1883    |
| 9                          | Alfonso de Voss CICM                | Apostolischer Vikar von Südwestmongolei (China)       | 12. Dezember 1883 |                  |
| 10                         | Magloire-Désiré Barthet CSSp        | Apostolischer Vikar von Senegambia (Senegal)          | 30. Juli 1889     | 30. Oktober 1912 |
| 11                         | Teodoro Gordaliza Sánchez OP        | Apostolischer Vikar von Nordtonking (Vietnam)         | 10. August 1915   | 14. Oktober 1931 |